# Axel Gerlach
Axel Gerlach (* 14. Januar 1939 in Bremen) ist ein deutscher politischer Beamter. Er war von 1999 bis 2003 beamteter Staatssekretär im Bundesministerium für Wirtschaft und Technologie.
Gerlach studierte Rechtswissenschaft und Volkswirtschaft an den Universitäten München und Hamburg und promovierte 1967 im Völkerrecht. 1968 trat er in das Bundesministerium für Wirtschaft ein.
Dort war er zunächst im Bereich der Mittelstands- und später der Energiepolitik tätig. Von 1983 bis 1995 war er u. a. für die Wirtschaftsbeziehungen zu Osteuropa, Afrika und Asien verantwortlich; ab 1995 leitete er die Zentralabteilung des Hauses. Seit August 1999 war Axel Gerlach als Staatssekretär für die Zentralabteilung, die Industrie- sowie die Außenwirtschafts- und Europapolitik des Bundeswirtschaftsministeriums zuständig.
Zusätzlich übernahm er im Juli 2000 im Auftrag von Bundeskanzler Gerhard Schröder die Funktion des Koordinators für die maritime Wirtschaft (Maritimer Koordinator der Bundesregierung).
Gerlachs Verdienste liegen vor allem in der Verbesserung der Außenwirtschaftsbeziehungen der Bundesrepublik Deutschland, insbesondere zu Osteuropa und Russland, in der Liberalisierung des Welthandels sowie in seinem besonderen Engagement für den deutschen Schiffbau.
Seit Juli 2003 befindet sich Gerlach im Ruhestand.

## Schriften
- Die Intervention: Versuch einer Definition, Metzner, 1967, Diss.